# Дисилицид празеодима
Дисилицид празеодима — бинарное неорганическое соединение
металла празеодима и кремния
с формулой PrSi2, кристаллы.

## Получение
- Сплавление стехиометрических количеств чистых веществ:

{\displaystyle {\mathsf {Pr+2Si\ {\xrightarrow {1712^{o}C}}\ PrSi_{2}}}}

## Физические свойства
Дисилицид празеодима образует кристаллы
ромбической сингонии,
пространственная группа I mma,
параметры ячейки a = 0,417 нм, b = 0,411 нм, c = 1,385 нм, Z = 4,
структура типа дисилицида гадолиния GdSi2
.
Три температуре 123÷147 °C происходит фазовый переход в
тетрагональную сингонию,
пространственная группа I 41/amd,
параметры ячейки a = 0,4140 нм, c = 1,364 нм, Z = 4,
структура типа дисилицида тория ThSi2
.
Соединение конгруэнтно плавится при температуре 1712 °C
и имеет широкую область гомогенности 64÷66,7 ат.% кремния (иногда формулу соединения записывают как PrSi1,8).
При температуре 200 К в соединении происходит фазовый переход в структуру тетрагональной сингонии
.
При температуре 11,5 К происходит переход в ферромагнитное состояние.